# Bee Nguyễn
Bee Nguyễn (sinh ngày 18 tháng 7 năm 1981) là một nhà điều hành phi lợi nhuận và chính trị gia người Mỹ gốc Việt. Cô đại diện cho khu bầu cử 89 của Hạ viện Georgia kể từ ngày 15 tháng 12 năm 2017. Là thành viên của Đảng Dân chủ, cô được bầu chọn trong một cuộc bầu cử đặc biệt vào tháng 12 năm 2017 để lấp đầy ghế trống sau khi Stacey Abrams từ chức vào tháng 8 năm 2017 nhằm tập trung vào việc tranh cử chức thống đốc. Nguyễn là người Mỹ gốc Việt đầu tiên được bầu vào Hạ viện Georgia.

## Tiểu sử

### Thân thế và học vấn
Chào đời tại Ames, Iowa, Nguyễn lớn lên ở Augusta, Georgia và theo học Đại học Tiểu bang Georgia, rồi sau chuyển đến sinh sống tại Atlanta vào năm 1999.
Trước đây, cô từng là giám đốc điều hành của một tổ chức phi lợi nhuận do chính cô lập nên mang tên Athena Warehouse, một dạng chương trình giáo dục và trao quyền cho trẻ em gái trong các cộng đồng có nguồn lực hạn chế. Cô hiện đóng vai trò là Cố vấn Chính sách Quốc gia cho giới Lãnh đạo Mỹ Mới. Tháng 11 năm 2018, BizJournals đã đưa cô vào danh sách 40 người dưới 40 tuổi. Nguyễn mô tả công việc từ thiện của cô nhằm giúp "tập trung mong muốn làm giảm bớt sự chênh lệch về mặt kinh tế".

### Sự nghiệp chính trị
Sau khi Abrams từ chức cơ quan lập pháp tiểu bang, bốn ứng cử viên đã tuyên bố nỗ lực kế nhiệm bà, trong điều được mô tả có thể là "danh sách ứng cử viên tạm thời có triển vọng lập pháp đa dạng về chủng tộc nhất trong lịch sử Georgia", bao gồm "một người đàn ông da trắng, một phụ nữ Mỹ gốc Phi, một người đàn ông Mỹ gốc Ấn và một phụ nữ Mỹ gốc Việt". Ngoài việc là người Mỹ gốc Việt đầu tiên thắng cử vào Hạ viện Georgia, Nguyễn còn là phụ nữ Dân chủ người Mỹ gốc Á đầu tiên giữ chức vụ tiểu bang ở Georgia.
Năm 2018, khi Amazon.com đang xem lại các thành phố cho Amazon HQ2 theo như đề xuất, dự kiến sẽ tạo ra 50.000 việc làm tại thành phố chủ nhà, Nguyễn đã phản đối một số dự luật liên quan đến chống nhập cư mà cô khẳng định là mang tính phân biệt đối xử và cản trở cơ hội được lựa chọn của Atlanta dựa trên ưu tiên đã nêu của Amazon về việc xây dựng trong một cộng đồng đa dạng dân cư. Tháng 6 năm 2020, Nguyễn được cho là đã giành được sự đề cử của Đảng Dân chủ nhằm tái đắc cử vào ghế của mình với tỷ lệ ủng hộ lớn.
Sau hàng loạt vụ xả súng spa ở Atlanta năm 2021, Nguyễn nói rằng bạo lực đối với người Mỹ gốc Á đã gia tăng trong năm ngoái và cáo buộc cựu Tông thống Donald Trump sử dụng cụm từ "virus Trung Quốc" ám chỉ tới COVID-19. Cô khẳng định thuật ngữ này là nguyên nhân gây ra vụ việc. Cô cũng khuyến nghị rằng vụ xả súng bị quy là tội ác thù hận, và chính sự kiện này lại làm cô nhớ đến vụ sát hại Ahmaud Arbery.